# 烏爾蘇拉·哈布納
烏爾蘇拉·哈布納（德語：Ursula Haubner，1945年12月22日—），生於上奧地利州小城Bad Goisern，奧地利女政客。自2004年7月3日至2005年4月5日轉投新政黨——奧地利未來同盟之前，擔任奧地利自由黨主席。

## 早年生活
哈布納生于上奧地利州的巴特戈伊瑟恩，他的表弟是奥地利自由党主席约尔格·海德尔。

## 个人生活
已婚，有兩個女兒及四個孫子。